# 毛國棟 (具志頭親方)
毛國棟（1624年—1675年），和名具志頭親方安統，琉球國第二尚氏王朝政治家、三司官。毛氏東風平殿內第一代當主。
毛國棟是毛氏池城殿內第四世池城親方安續的次子。
康熙二年（1663年），毛國棟以年頭使的身份出使薩摩藩。康熙五年（1666年），因三司官向國用（北谷親方朝暢）有罪被殺，毛國棟被任命為三司官。康熙十四年（1675年）四月卒。